# Nesithmysus forbesii
Nesithmysus forbesii là một loài bọ cánh cứng trong họ Cerambycidae.